# Daddy's Gone A-Hunting (1925)
Daddy's Gone A-Hunting is een Amerikaanse dramafilm uit 1925 onder regie van Frank Borzage.

## Verhaal
Julian is een arme kunstenaar die in Harlem woont met zijn vrouw en kind. Om het hoofd boven water te houden maakt hij tekeningen voor tijdschriften. Op een dag besluit hij naar Parijs te verhuizen om daar zijn kans te wagen als kunstenaar. Intussen gaat zijn vrouw aan de slag in een winkel. Een rijke vrijer maakt er haar het hof, maar ze weigert in te gaan op diens avances. Drie jaar later keert Julian onverrichter zake terug naar de Verenigde Staten.

## Rolverdeling
| Acteur            | Personage         |
| ----------------- | ----------------- |
| Alice Joyce       | Edith             |
| Percy Marmont     | Julian            |
| Virginia Marshall | Janet             |
| Helena D'Algy     | Olga              |
| Ford Sterling     | Oscar             |
| Holmes Herbert    | Greenough         |
| Edythe Chapman    | Mevrouw Greenough |
| James O. Barrows  | Kolonel Orth      |
| James T. Mack     | Benson            |
| Martha Mattox     | Mevrouw Wethers   |
| Charles Crockett  | Mijnheer Smith    |
| Kate Toncray      | Mevrouw Smith     |